# Pièce (art)
Pour les articles homonymes, voir Pièce.
 (mars 2023).
Si vous disposez d'ouvrages ou d'articles de référence ou si vous connaissez des sites web de qualité traitant du thème abordé ici, merci de compléter l'article en donnant les références utiles à sa vérifiabilité et en les liant à la section « Notes et références ».
Une pièce est une œuvre d'art exposée dans un musée ; dans le domaine de l'art contemporain, ce terme est plus à la mode[Quand ?] que celui d'« œuvre » et désigne plus particulièrement un élément dans la production d'un artiste.